# Chiesa di Saint Clement (Oxford)
La chiesa di Saint Clement (San Clemente) è una chiesa evangelica sita in seno alla Chiesa Anglicana, parrocchia sita nella parte orientale di Oxford, in Inghilterra.

## Storia
La parrocchia di St. Clement era fuori dalla città di Oxford fino ai cambiamenti di confine nel 1835. Originariamente era situata dove le strade di Oxford da est si incontrano per attraversare il ponte Magdalen nel centro della città. Nel 1004, il maniero fu concesso alla Chiesa di Saint Frideswide (ora Christ Church Cathedral). Nel 1122 il re Enrico I diede al convento la cappella reale di San Clemente.
L'edificio originale della chiesa fu demolito nel 1829. Il suo sito è diventato lo spazio aperto chiamato The Plain che ora è una rotonda. Una nuova chiesa fu costruita in un nuovo luogo durante il 1827-28 vicino all'altra estremità di San Clemente, all'estremità meridionale di Marston Road. L'architetto Daniel Robertson progettò il nuovo edificio in stile normanno: un primissimo esempio del revival di questo stile dell'architettura dell'XI e dell'inizio del XII secolo. Fu costruito da John Hudson di Oxford e costò £ 6.032, sostenuto da un dono di un appezzamento di terra da parte di sir Joseph Lock e da pubbliche sottoscrizioni, principalmente raccolte da John Henry Newman. L'edificio è di dimensioni superiori alla media per una chiesa, ma il suo design non ha incontrato l'approvazione universale ed è stato soprannominato localmente "coniglio bollito".